# César-François Cassini de Thury
För andra betydelser, se Cassini (olika betydelser).

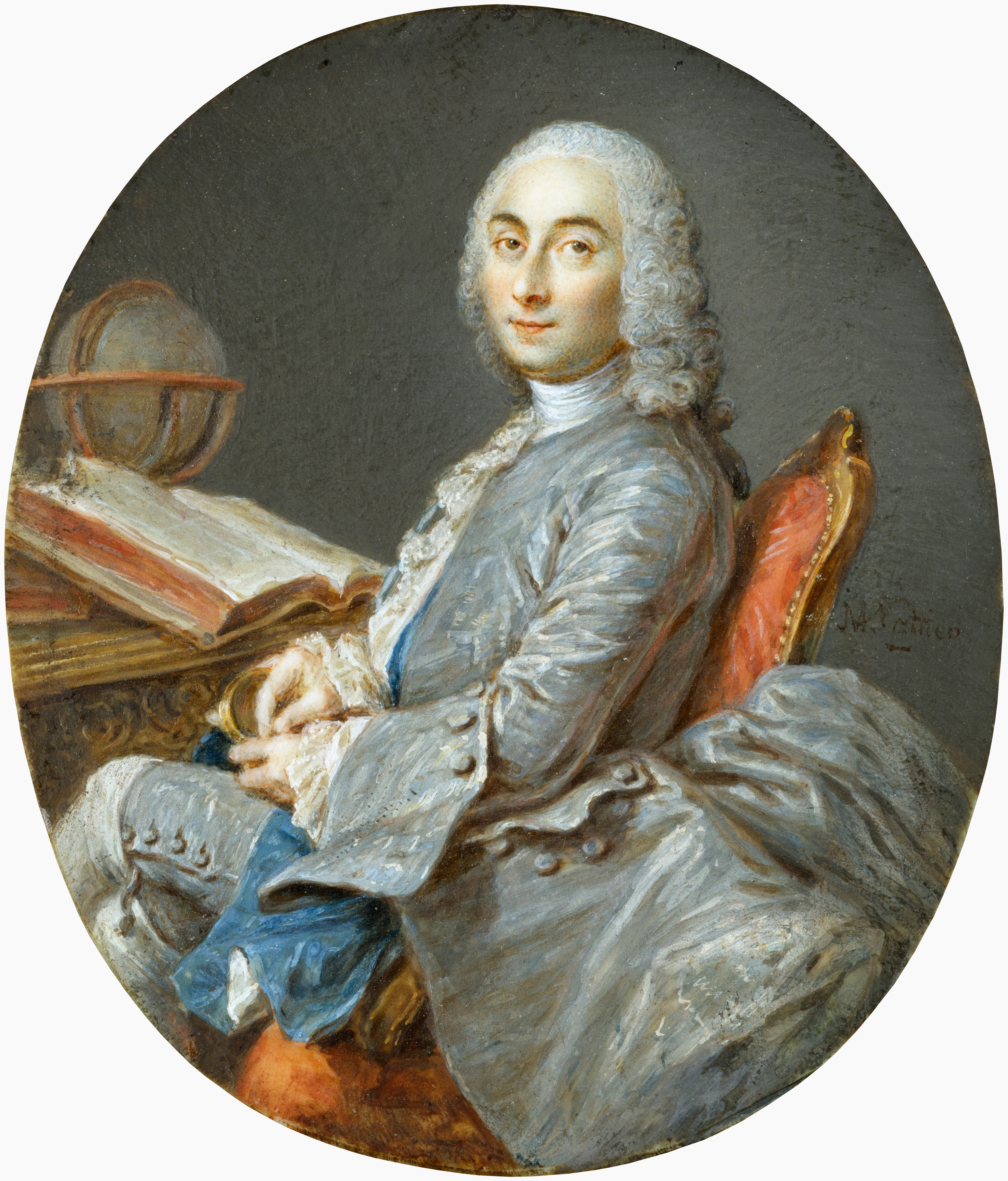
César-François Cassini de Thury

César-François Cassini de Thury, född den 17 juni 1714, död den 4 september 1784, var en fransk astronom, son till Jacques Cassini och far till Jean-Dominique Cassini.
Cassini de Thury blev 1756 direktör för Parisobservatoriet. Han var initiativtagaren till en trigonometrisk uppmätning av Frankrike.